# Gotthold Krippendorf

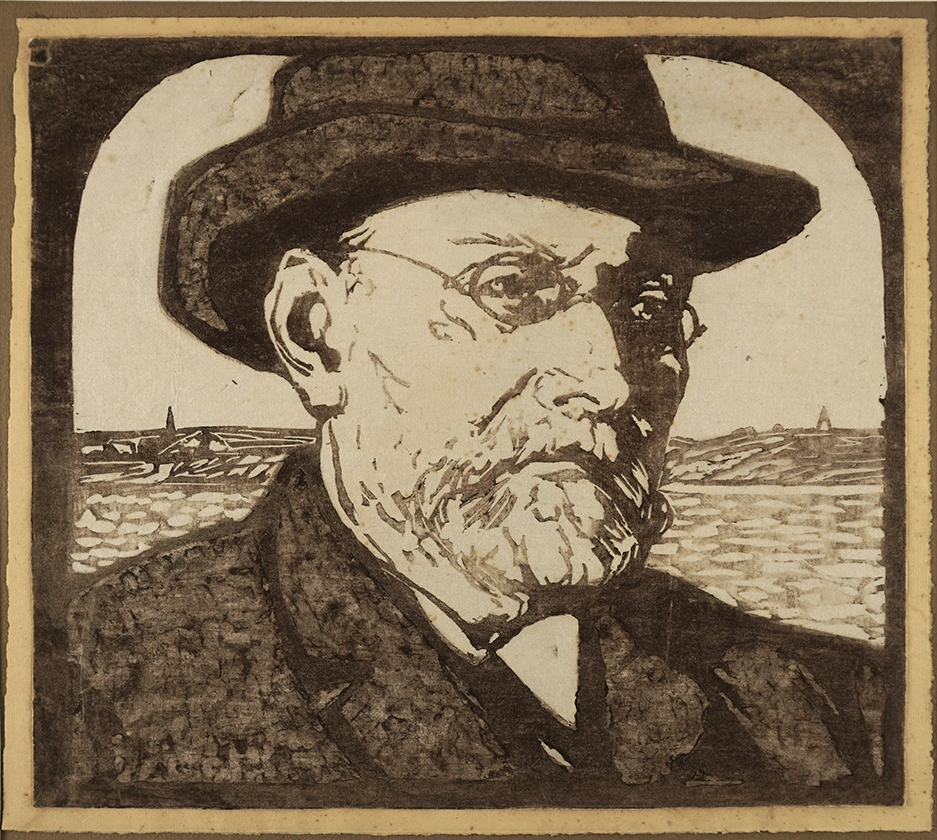
Robert Koch (Holzschnitt)

Gotthold Krippendorf (* 22. Juni 1886 in Neustadt an der Orla; † 22. November 1914 in Łódź als Soldat gefallen) war ein deutscher Maler, Holzschneider und Zeichner.
Krippendorf studierte an der Großherzoglich-Sächsischen Kunstschule Weimar und war Meisterschüler bei Hans Olde. Danach arbeitete er in Weimar. Krippendorf starb im Ersten Weltkrieg als Soldat des 32. Infanterie-Regiments im Alter von 28 Jahren. Er hinterließ nur wenige Werke, darunter schlichte, herbe Landschaftsbilder.

## Ausstellungen (Auswahl)
- 1912: Münchener Jahresausstellung, Glaspalast (Ölbilder Landschaft und Am Strande von Bornholm)[2]
- 1912: Deutscher Künstlerbund. Große Ausstellung, Kunsthalle Bremen (Ölbild Landschaft)[3]
- 2011: Weimar, Galerie Hebecker: Holfeld, Judersleben, Krippendorf.[4]